# Chris Morton

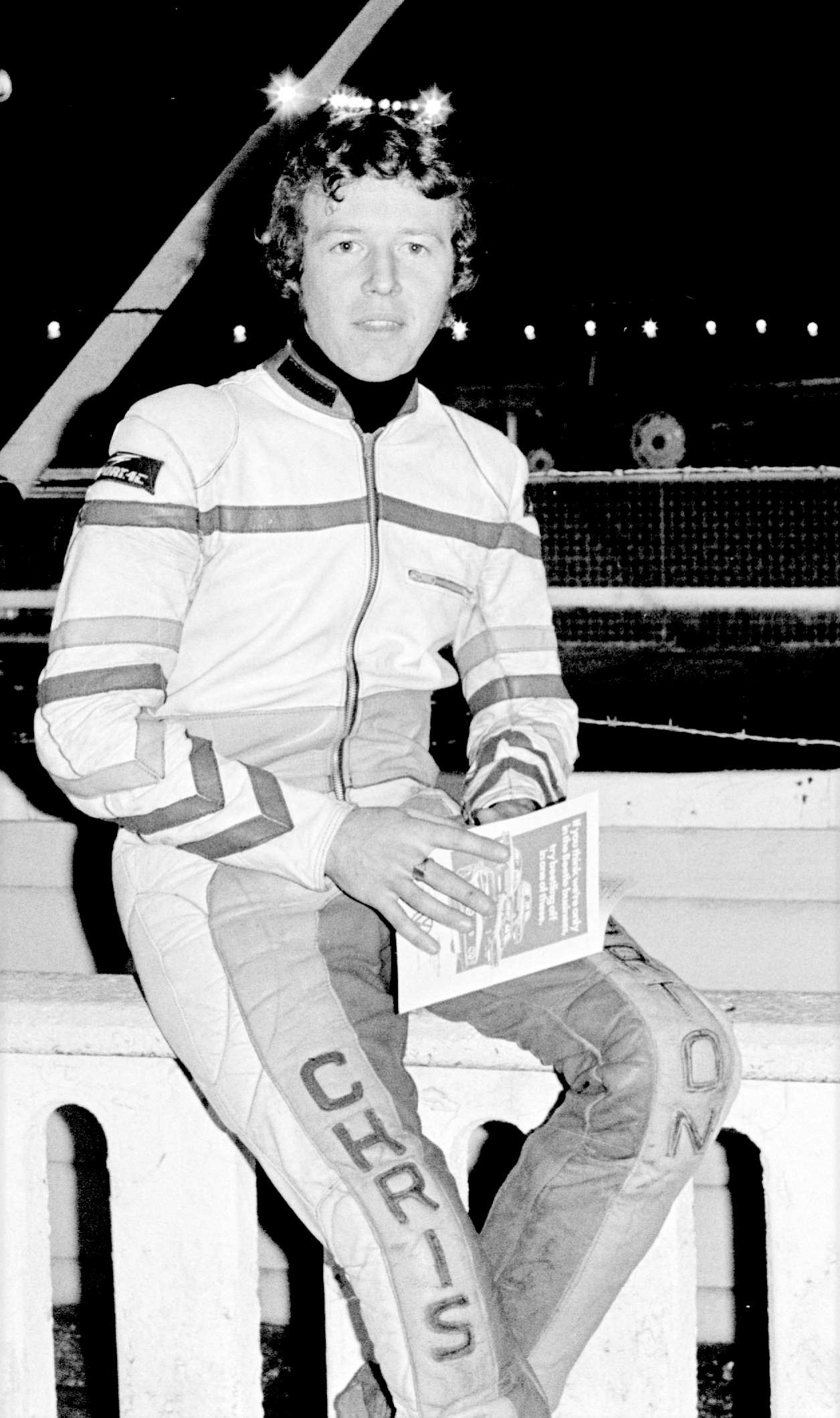
Chris Morton

Chris Morton MBE (* 22. Juli 1956 in Davyhulme, Lancashire) ist ein ehemaliger britischer Speedway- und Langbahnfahrer.

## Laufbahn
Er wurde 1980 mit Großbritannien Team-Weltmeister, gewann 1984 in Lonigo, Italien mit Landsmann Peter Collins die Best-Pairs Weltmeisterschaft, stand sechsmal im Langbahn-WM-Finale und siebenmal im Speedway-WM-Finale. Er startete seine Laufbahn 1973 bei Ellesmere Port, wechselte dann aber zu den Belle Vue Aces und 1990 beendete er seine Karriere. 1992 wurde Morton für seine Verdienste um und für den britischen Speedwaysport von Elisabeth II. als Member des Order of the British Empire (MBE) ausgezeichnet. Auch sein Bruder Dave war ein erfolgreicher Speedwayfahrer.

## Erfolge

### Einzel
- Speedway-WM Finalist: 1976, 1980, 1981, 1983, 1986, 1987, 1988
- Langbahn-WM Finalist: 1980, 1982, 1985, 1987, 1988, 1989
- Langbahn-WM Dritter: 1988
- Britischer Meister: 1983

### Team
- Weltmeister: 1980
- Paar-Weltmeister: 1984
- Britische Liga: Belle Vue 1973–1990

## Persönliches
Chris Morton trat nach seiner Karriere als Manager und Mitglied eines Konsortiums auf, das den Belle Vue Speedwayclub kaufte.